# Моніка Потокарова
Моніка Потокарова (словац. Monika Potokárová; 30 червня 1992, Пряшів, Словаччина — 25 листопада 2019, Братислава) — словацька акторка.
Вивчала акторську майстерність у Братиславській консерваторії, згодом вивчала пантоміму в Празькій академії виконавських мистецтв (HAMU).
Закінчила акторську майстерність у Вищій школі виконавських мистецтв у Братиславі. Під час навчання брала активну участь у драматичному колективі Словацького національного театру, членом якого стала в жовтні 2016.
У квітні 2019 Потокарова одружилася з актором Робертом Ротом.
25 листопада 2019 у 27 років покінчила життя самогубством.

## Нагороди
- 2017: Премія від Літературного фонду — за роль Моніки у п'єсі «Zo života ľudstva»
- 2018: Премія DOSKY — за досягнення в галузі драматичного театру і спів у виставі «Kabaret normalizácia alebo Modlitba za Martu»
- 2018: Щорічна премія Літературного фонду — за ролі Теї та Антігони у постановці твору Гедди Габлер; а також та за роль Наташі Ростової у постановці роману «Війна і мир»[8][9][4]

## Фільмографія
| Рік  | Робота       | Роль | Коментарі          |
| ---- | ------------ | ---- | ------------------ |
| 2013 | Bojko        |      | студентський фільм |
| 2015 | Lokal filmis | ?    | спів               |
| 2016 | Divoká karta | ?    |                    |
| 2017 | Špina        | Ада  |                    |
| 2017 | Únos         | Ада  |                    |